# Биллерики Таун
«Биллерики Таун» (англ. Billericay Town) — английский футбольный клуб из города Биллерики. Основан в 1880 году. Домашние матчи проводит на стадионе «Нью Лодж». На данный момент команда выступает в Премьер-дивизионе Истмийской Лиги, 7 по значимости турнире в Англии.

## История
«Биллерики Таун» был основан в 1880 году.
Они соревновались в Ромфорд и Дистрикт лиге до Первой мировой войны, после чего они соревновались в Мид-Эссекс лиге до 1947 года, когда они начали играть в Южной Комбинации Эссекса. В 1966 году «Биллерики Таун» стал членом-основателем Лиги Эссекса, а затем стал членом-основателем Старшей лиги Эссекса.
«Биллерики Таун» выиграл Лигу Эссекса три раза и Кубок четыре раза в течение 1970-х годов. «Биллерики Таун» также выиграл дважды Кубок Вазы.
«Биллерики Таун» был переведён в Афинскую лигу в 1977 году и в следующих 2 сезонах команда побеждала в ней. Благодаря этому успеху клуб был переведён в Истмийскую лигу. В сезоне-1978/79 «Биллерики Таун» стал первым клубом, который смог победить в Кубке Вазы 3 раза.
«Биллерики Таун» вышел из второго дивизиона Истмийской лиги. В следующем сезоне клуб был переведён в высший дивизион Истмийской лиги. В 1980-х «Биллерики Таун» играл во втором северном дивизионе до 1992 года, когда они закончили третьими и были повышены в Первый дивизион. Но «Биллерики Таун» быстро из него вылетел. В сезоне 1997/98 годов клуб занял второе место и был переведён в высший дивизион. «Биллерики Таун» занял второе место в Истмийской лиге в сезоне-2004/05, но не смог заработать повышение, так как проиграл 1:0 «Лейтону» в плей-офф. В сезоне-2006/07 клуб снова приблизился к повышению, проиграв по пенальти в плей-офф «Бромли». После 4 сезонов в середине таблицы «Биллерики Таун», наконец, выиграл повышение в Южную конференцию, выиграв плей-офф.
Первый сезон в Южной Конференции сложился крайне неудачно, «Биллерики Таун» занял 21 место и покинул лигу.